# 272e division d'infanterie
Pour les articles homonymes, voir 272e division.
La 272e division d'infanterie (en allemand : 272. Infanterie-Division ou 272. ID) est une des divisions d'infanterie de l'armée allemande (Wehrmacht) durant la Seconde Guerre mondiale.

## Création
La 272e division d'infanterie est formée le 22 mai 1940 à Groß-Born dans le Wehrkreis II en tant qu'élément de la 10. Welle (10e vague de mobilisation).
Toutefois, sa formation est terminée en juillet après l'armistice avec la France.
Plus tard, la 272e division d'infanterie est reformée le 17 novembre 1943 en Belgique en tant qu'élément de la 22. Welle (22e vague de mobilisation) avec l'état-major de la 216. Infanterie-Division dissoute.
Le Général de Division (Generalmajor) Friedrich-Auguste Schack quitte la 216e division d'infanterie sur le Front de l'Est le 15 décembre 1943 pour créer la 272e division d'infanterie avec le grade de Général de Corps d'Armée (Generalleutnant).
La 272e fait partie des trois « divisions 270 » levées à la fin de 1943 pour renforcer l’occupation de la France à la suite de la suppression de la zone libre. Les « 270 » sont globalement constituées de vétérans allemands et d'enrôlés russes et polonais (Osten Truppen). À peine créée, elle est envoyée en formation en France dans la région de Perpignan.
Elle est transférée pour combattre les forces alliées en Normandie où elle est détruite en août 1944 à Falaise.

## Organisation

### Commandants
| Date                           | Grade                  | Commandant              |
| ------------------------------ | ---------------------- | ----------------------- |
| 7 juin 1940 - 5 octobre 1940   | General der Infanterie | Hans Petri              |
| Reformation                    |                        |                         |
| 15 décembre 1943 - ? août 1944 | General der Infanterie | Friedrich-August Schack |

### Officiers d'opérations (Generalstabsoffiziere (Ia))
| Date                                 | Grade               | Commandant       |
| ------------------------------------ | ------------------- | ---------------- |
| 7 juin 1940 - 5 octobre 1940         | ?                   | ?                |
| Reformation                          |                     |                  |
| 1er janvier 1944 - 10 septembre 1944 | Oberstleutnant i.G. | Hubert Werner    |
| 10 septembre 1944 - 30 décembre 1944 | Major i.G.          | Gerhard Höptner  |
| 30 décembre 1944 - Avril 1945        | Major i.G.          | Hans-Wilhelm Uhl |

## Théâtres d'opérations
- Allemagne : juin 1940 - octobre 1940
- Allemagne et Belgique : novembre 1943 - janvier 1944
- France : janvier 1944 - août 1944

Elle est remontée au sud de Caen après le débarquement de Normandie et affectée à la VIIe armée sous les ordres du Général d’armée (SS-Obergruppenführer) Paul Hausser.
La 272e ID affronte le feu lors de l'opération Atlantic du 18 au 23 juillet 1944.
Le 25 juillet 1944, elle reçoit le premier choc des troupes canadiennes lors de l’opération Spring en subissant de lourdes pertes. Elle est retirée des premières lignes pour se réorganiser.
Du 7 au 13 août, Elle se retrouve de nouveau en première ligne lors de l’opération Totalize, et combat du 10 au 17 août à Bretteville-sur-Laize.
Du 12 au 21 août, elle perd pratiquement tous ses effectifs dans la bataille de Falaise, ses restes retraitant sur la Seine.

## Ordres de bataille
1940
- Infanterie-Regiment 541
- Infanterie-Regiment 542
- Infanterie-Regiment 543
- Artillerie-Abteilung 272
- Divisionseinheiten 272

1944
- Grenadier-Regiment 980
- Grenadier-Regiment 981
- Grenadier-Regiment 982
- Füsilier-Bataillon 272
- Artillerie-Regiment 272
  - I. Abteilung
  - II. Abteilung
  - III. Abteilung
  - IV. Abteilung
- Pionier-Bataillon 272
- Panzerjäger-Abteilung 272
- Nachrichten-Abteilung 272
- Feldersatz-Bataillon 272
- Versorgungseinheiten 272